# Bruno Scorza
Bruno Scorza Perdomo, noto semplicemente come Bruno Scorza (San José de Mayo, 1º ottobre 2000), è un calciatore uruguaiano, attaccante del Compostela.

## Caratteristiche tecniche
È un centravanti.

## Carriera
Cresciuto nel settore giovanile del Fénix, ha esordito in prima squadra il 5 dicembre 2019 disputando l'incontro di Primera División Profesional perso 2-1 contro il Rampla Juniors. Promosso in prima squadra a partire dalla stagione seguente, il 5 febbraio ha esordito in Coppa Sudamericana giocando il secondo tempo del match vinto 1-0 contro l'El Nacional.

## Statistiche
Statistiche aggiornate al 10 ottobre 2020.

### Presenze e reti nei club
| Stagione        | Squadra         | Campionato      | Campionato | Campionato | Coppe nazionali | Coppe nazionali | Coppe nazionali | Coppe continentali | Coppe continentali | Coppe continentali | Altre coppe | Altre coppe | Altre coppe | Totale | Totale | Totale |
| Stagione        | Squadra         | Comp            | Pres       | Reti       | Comp            | Pres            | Reti            | Comp               | Pres               | Reti               | Comp        | Pres        | Reti        | Pres   | Reti   |        |
| --------------- | --------------- | --------------- | ---------- | ---------- | --------------- | --------------- | --------------- | ------------------ | ------------------ | ------------------ | ----------- | ----------- | ----------- | ------ | ------ | ------ |
| 2019            | Fénix           | PD              | 1          | 0          |                 | -               | -               |                    | -                  | -                  |             | -           | -           | 1      | 0      |        |
| 2020            | Fénix           | PD              | 4          | 0          |                 | -               | -               | CS                 | 1                  | 0                  |             | -           | -           | 5      | 0      |        |
| Totale carriera | Totale carriera | Totale carriera | 5          | 0          |                 | -               | -               |                    | 1                  | 0                  |             | -           | -           | 6      | 0      |        |